# 11e division aéroportée
Pour les articles homonymes, voir 11e division.
La 11e division aéroportée (« Angels ») est une formation aéroportée de l'United States Army, apparue le 25 février 1943, au cours de la Seconde Guerre mondiale. Elle comprend alors un régiment d'infanterie et deux régiments d'infanterie transportés par planeur ou infanterie aéroportée (glider infantry). Les membres de cette unité subissent un entraînement difficile tout au long de 1943. Elle joue un rôle central lors de la manœuvre Knollwood, mise en place pour mesurer l'efficacité de formations aéroportées utilisées à grande échelle, après les résultats contrastés des unités aéroportées de l'opération Husky.
Durant la première moitié de 1944, l'unité reste en réserve avant d'être transférée sur le théâtre du Pacifique en juin 1944. À son arrivée, elle subit un entraînement intense pour s'acclimater aux conditions locales et est jugée apte au combat en novembre. Elle combat pour la première fois sur l'île de Leyte dans les Philippines, en tant qu'unité d'infanterie traditionnelle. En janvier 1945, la division prend part à l'invasion de Luçon. Les deux régiments aéroportés agissent de nouveau comme des unités d'infanterie classiques, sécurisant une tête de pont avant de progresser dans l'intérieur des terres. Le régiment parachutiste reste en réserve durant plusieurs jours avant de mener sa première opération aéroportée, sur le Tagaytay Ridge. L'ensemble de la division participe à la bataille de Manille et deux compagnies de parachutistes lancent un raid audacieux sur le camp de prisonniers de Los Baños, libérant deux mille civils. La dernière action de guerre de la 11e division aéroportée consiste en des combats au nord de Luçon, autour d'Aparri, en soutien des forces américaines et philippines qui tentent d'éliminer la résistance japonaise sur l'île.
Le 30 août 1945, la division est envoyée au sud du Japon, comme composante de la force d'occupation. Quatre ans plus tard, elle est rappelée aux États-Unis, où elle devient une formation d'instruction. Un régiment de parachutiste est détaché pour servir lors de la guerre de Corée et la division est inactivée le 30 juin 1958. Elle est brièvement réactivée le 1er février 1963 comme la 11e division aérienne d'assaut, pour expérimenter les méthodes de combat en hélicoptères, avant d'être de nouveau désactivée le 29 juin 1965. Le personnel et l'équipement de la division sont transférés à la nouvelle à la 1re division de cavalerie. Elle est réactivée le 6 juin 2022.

## Seconde Guerre mondiale

### Formation
Les forces alliées s'inspirent des premiers essais d'usage à grande échelle d'unités aéroportées par les Allemands, lors de la bataille de France en 1940 puis lors de la bataille de Crète en 1941, pour développer leurs propres forces aéroportées. Ce sont cinq divisions américaines et deux divisions britanniques qui sont créées, dont la 11e division aéroportée américaine le 25 février 1943 au camp Mackall en Caroline du Nord, sous le commandement du Major General Joseph Swing. Elle comprend alors le 511e régiment d'infanterie parachutiste, le 187e régiment d'infanterie aéroporté (glider infantry regiment) et le 188e régiment d'infanterie aéroporté, pour un total de 8 321 hommes, soit la moitié de l'effectif standard d'une division d'infanterie américaine à cette époque.
La division reste d'abord aux États-Unis pour son entraînement, qui, à l'image de celui des autres unités aéroportées, est particulièrement difficile, pour justifier leur statut d'unités d'élite. L'entraînement inclut de longues marches forcées, des atterrissages en parachute simulés du haut de tours de dix mètres et de soixante-seize mètres et de véritables sauts depuis des avions de transports. Toute hésitation au moment de sauter est sanctionnée par une expulsion pour le candidat. Le taux d'échec est élevé, sans que cela n'entraîne de pénurie du nombre de candidats, en raison notamment de la solde élevée dont bénéficient les troupes aéroportées par rapport aux autres unités d'infanterie.
Avant la fin de l'entraînement, un débat apparaît au sein de l'armée américaine sur le meilleur usage à faire des forces aéroportées, soit sous la forme d'unités compactes, soit sous une forme plus massive. Le 9 juillet 1943, les Alliés utilisent pour la première fois l'arme aéroportée à grande échelle, avec l'intervention d'éléments de la 82e division aéroportée américaine et de la 1re division aéroportée britannique, lors de l'invasion de la Sicile. Le chef de la 11e division, le général Swing, est alors temporairement envoyé comme conseiller pour l'arme aéroportée auprès du général Dwight Eisenhower au cours de l'opération et il observe celle-ci, dont les résultats sont médiocres. La 82e a subi de lourdes pertes et n'a pas été en mesure de remplir plusieurs de ses objectifs.
En faisant le bilan des résultats des forces aéroportées lors de l'opération Husky, Eisenhower considère que les grandes formations sont trop difficiles à coordonner au combat pour être utiles. Le lieutenant-général Lesley McNair, le commandant des forces terrestres de l'US Army, a les mêmes appréhensions. Alors qu'il était auparavant un fervent partisan des forces aéroportées, les interventions de celles-ci en Afrique du Nord et en Sicile le font douter de leur efficacité. Toutefois, d'autres officiers hauts gradés, comme le chef d'état-major de l'US Army George Marshall, ne sont pas d'accord. Ainsi, Marshall parvient à persuader Eisenhower de retarder sa décision jusqu'à ce que les résultats d'une grande manœuvre planifiée pour décembre 1943 puissent être évalués.
Quand Swing revient aux États-Unis pour reprendre le commandement de la 11e division à la mi-septembre 1943, il reçoit l'ordre de mettre au point cette manœuvre. McNair lui ordonne de créer un comité (le Swing Board) comprenant des officiers de l'armée de l'air, des forces parachutistes, de l'infanterie aéroportée et de l'artillerie, dont la coordination lors de l'exercice doit décider du sort des divisions aéroportées. Alors que la 11e division est toujours une force de réserve aux États-Unis et n'a pas encore connu le combat, le Swing Board la choisit pour participer à ce test grandeur nature. En outre, ce dernier doit faire bénéficier la division d'un entraînement supplémentaire, à l'image du précédent exercice à grande échelle conduit par les 101e et 82e divisions aéroportées quelques mois plus tôt.

### La manœuvre Knollwood
La 11e division, en tant que force attaquante, a pour objectif de s'emparer de l'aéroport de Knollwood, près de Fort Bragg, en Caroline du Nord. Les défenseurs de l'aéroport et de ses environs comprennent des éléments de la 17e division aéroportée et un bataillon du 541e régiment d'infanterie parachutiste. L'opération est observée par le Lieutenant General McNair, dont l'avis est déterminant pour l'avenir des divisions aéroportées.
La manœuvre Knollwood se déroule la nuit du 7 décembre 1943. La 11e division est parachutée sur treize objectifs différents par 200 Douglas C-47 Skytrain et 234 planeurs Waco CG-4. Les avions de transport sont divisés en quatre groupes, deux d'entre eux transportant les parachutistes et les deux autres comprennent les planeurs transportant l'infanterie aéroportée. Chaque groupe décolle d'un aérodrome différent et l'ensemble de la première vague comprend 4 800 hommes. 88 % d'entre eux atterrissent sur leurs cibles et parviennent à s'emparer de l'aérodrome de Knollwood puis de sécuriser l'aire d'atterrissage qui doit accueillir le reste de la division avant l'aube. Dès lors que les premiers objectifs sont remplis, la 11e division lance ensuite une attaque terrestre coordonnée contre un régiment d'infanterie envoyé en renfort. En outre, elle remplit plusieurs missions d'approvisionnement et d'évacuation par voie aérienne, en coordination avec les avions de transport de l'United States Army Air Forces. Les observateurs sont très satisfaits par l'opération et McNair attribue ce succès à l'amélioration notable de l'entraînement des troupes aéroportées, à la suite des enseignements tirés de l'opération Husky. Grâce à la manœuvre Knollwood, des forces aéroportées de la taille d'une division sont considérées comme utilisables au combat et Eisenhower autorise leur maintien.

### Leyte

Carte des Philippines et de l'île de Leyte.

Après la manœuvre Knollwood, la 11e division aéroportée reste en réserve jusqu'en janvier 1944, quand elle est transférée en train du camp Mackall vers le fort Polk en Louisiane. Après quatre semaines d'ultimes préparations avant d'aller au combat, la division part pour le camp Stoneman en Californie en avril puis dans la baie de Milne, en Papouasie-Nouvelle-Guinée, entre le 25 mai et le 11 juin. De juin à septembre, la division s'acclimate aux conditions locales et poursuit son entraînement aéroporté, conduisant des sauts en parachute dans la jungle néo-guinéenne et autour de la piste d'atterrissage de Dodobura. Au cours de cette période, la plupart de l'infanterie aéroportée devient apte à des actions en parachute et la 11e division peut être considérée comme une unité pleinement parachutiste. Le 11 novembre, la 11e division embarque dans un convoi naval et est escortée jusqu'à Leyte, dans les Philippines, où elle arrive le 18 novembre. Quatre jours plus tard, elle est rattachée au 24e corps d'armée et est envoyée combattre. Toutefois, elle mène des actions en tant que division d'infanterie classique et non comme division aéroportée. Elle reçoit l'ordre de relever la 7e division d'infanterie positionnée dans la région de Burauen-La Paz-Bugho, d'engager et d'annihiler les forces japonaises dans la zone, tout en protégeant l'aire d'approvisionnement et les pistes d'atterrissage du 24e corps.
Le Major General Swing ordonne au 187e régiment d'infanterie aéroportée de garder les installations du 24e corps situées à l'arrière, tandis que le 188e régiment d'infanterie aéroportée doit sécuriser les arrières de la division et mener des patrouilles agressives pour éliminer les forces japonaises dans la zone. Le 511e régiment d'infanterie a pour mission de détruire les formations japonaises dans l'aire d'action de la division, ce qui commence dès le 28 novembre quand il relève la 7e division d'infanterie. Le 511e régiment avance dans les terres avec deux bataillons engagés à l'avant et un conservé en réserve. Toutefois, la progression est lente du fait de la forte résistance japonaise, le manque de chemins cartographiés et d'importantes précipitations. Au fur et à mesure de l'avancée, le ravitaillement est de plus en plus difficile et la division utilise un grand nombre d'avions de type Piper Cub qui lâchent des vivres et des munitions. Plusieurs tentatives sont effectuées pour accélérer la progression, comme le parachutage de sections du 187e régiment par des Piper Cub au devant du 511e régiment pour effectuer des actions de reconnaissance. En outre, des avions de transport C-47 sont utilisés pour lâcher des pièces d'artillerie dès lors que les autres formes de transports sont inutilisables.
Le 6 décembre, les Japonais tentent de perturber les opérations à Leyte en menant deux raids aéroportés de faible envergure. La première fois, les Japonais essaient de déployer un petit nombre de troupes aéroportées pour occuper plusieurs pistes d'atterrissage américaines importantes à Tacloban et Dulag. Toutefois, ils échouent car les trois avions utilisés sont détruits l'un après l'autre par des tirs antiaériens, en s'écrasant à l'atterrissage et une fois arrivé au sol. Le deuxième raid, plus important, est mené par 29 à 39 avions de transport soutenus par des chasseurs. En dépit de pertes importantes, un nombre substantiel de parachutistes est largué autour de la piste d'aviation de Burauen où se situe le quartier général de la 11e division. Cinq Stinson L-5 Sentinel et un C-47 sont détruits mais les troupes japonaises sont rapidement éliminées par un groupe de combat ad hoc, constitué d'artilleurs, d'hommes du génie et de troupes de soutien, dirigé par le Major General Swing.
Le 511e régiment de parachutistes reçoit le renfort du 2e bataillon du 187e régiment aéroporté et continue sa progression lente mais régulière. Le 17 décembre, il perce les lignes japonaises et parvient sur le littoral occidental de l'île, faisant la jonction avec des éléments de la 32e division d'infanterie. C'est à cette occasion que le soldat Elmer E. Fryar reçoit à titre posthume la Medal of Honor, alors qu'il aide à repousser une contre-attaque. Lors de cette action, il tue vingt-sept soldats japonais avant d'être mortellement blessé par un sniper. Le régiment reçoit l'ordre d'établir temporairement des positions défensives avant d'être relevé le 25 décembre par le 1er bataillon du 187e régiment aéroporté et le 2e bataillon du 188e régiment aéroporté, qui subissent de lourdes pertes face à un ennemi bien retranché. Le 511e régiment de parachutistes est réorganisé à Leyte le 15 janvier 1945.

### Luçon
Le 22 janvier, la division est placée en alerte dans la perspective d'une opération sur l'île de Luçon, au nord de Leyte. Cinq jours plus tard, les 187e et 188e régiments aéroportés embarquent pour Luçon par la mer, tandis que le 511e régiment parachutiste s'envole vers Mindoro  en Curtiss C-46. À l'aube du 31 janvier, le 188e régiment aéroporté mène un assaut amphibie près de Nasugbu, au sud de Luçon. Il est soutenu par des bombardements navals, des bombardiers légers Douglas A-20 Havoc et des chasseurs Lockheed P-38 Lightning, ce qui lui permet d'établir une tête de pont alors que la résistance japonaise est faible. Rapidement, il parvient à sécuriser Nasugbu et, ensuite, le 1er bataillon progresse vers l'autoroute 17, qui est une artère centrale de l'île, pour empêcher les Japonais d'établir des défenses à l'intérieur des terres. Le 2e bataillon progresse vers le sud, traverse le fleuve Lian et sécurise le flanc droit de la division. Des éléments du 188e régiment ont aussi progressé au sud de l'île, permettant au 187e régiment de débarquer. Le 2e bataillon du 188e régiment est relevé et le régiment continue de progresser, atteignant le fleuve Palico et sécurisant un pont très important avant qu'il ne puisse être détruit par le génie japonais.

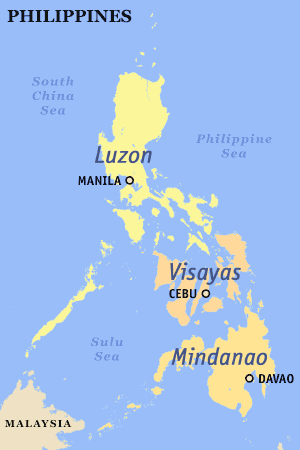
Carte des Philippines avec l'île de Luçon (Luzon).

Le régiment suit l'autoroute 17 vers Tumalin où il rencontre une résistance plus importante des Japonais. À midi (toujours le 31 janvier, le 187e régiment prend la tête et, après un bref temps de repos, les deux régiments aéroportés s'attaquent aux lignes défensives japonaises. Celles-ci consistent en des tranchées reliées à des bunkers et sont occupées par plusieurs centaines de soldats soutenus par des pièces d'artillerie. À 9 heures le 1er février, l'infanterie aéroportée lance son assaut et, à midi, elle parvient à briser la première position japonaise. Elle passe le reste de la journée à conduire des opérations de nettoyage. Le matin du 2 février, la deuxième ligne de défense est percée et, à midi, le 188e régiment attaque la troisième qui cède. La section de reconnaissance de la division est alors aux alentours de Taygaytay Ridge, le site prévu pour le premier largage de la 511e division d'infanterie,.
L'opération du 511e régiment d'infanterie est d'abord prévue pour le 2 février mais, sur l'insistance du Major General Swing, elle est conditionnée à la présence de troupes à terre susceptibles de soutenir les parachutistes rapidement. De ce fait, la résistance japonaise retarde le parachutage. Avec seulement quarante-huit C-47 Skytrain disponibles, le 511e régiment doit être déployé en trois vagues. L'état-major régimentaire, le 2d bataillon et la moitié du 3e bataillon sont parachutés en premier, le reste du régiment compose la deuxième vague et le 457e bataillon d'artillerie de campagne doit être parachuté lors d'une troisième vague.
À 3 heures le 3 février, les troupes de la première vague entrent dans leurs avions de transport, qui quittent Mindoro à 7 heures. Cette escadrille est protégée par des chasseurs de nuit P-61 Black Widow et arrive au-dessus de Luçon en suivant l'autoroute 17 vers Tagaytay Ridge (crête de Tagaytay). Cette zone est un espace ouvert sur près de deux kilomètres de long et 3,6 kilomètres de large qui a été largement débarrassé de troupes japonaises par l'action des résistants philippins. À 8 h 15, les premiers éléments de la première vague (345 hommes) sont parachutés avec succès au-dessus de la zone de largage. La deuxième partie de cette première vague, comprenant 570 hommes, est larguée trop tôt et atterrit à plus de sept kilomètres à l'est. La dernière partie de la première vague rencontre aussi des difficultés puisque si 425 hommes sont correctement largués, 1 325 sont parachutés très tôt en raison d'une erreurs des pilotes et d'un manque de discipline au moment du saut. Toutefois, le régiment parvient à se rassembler en cinq heures. Après avoir rencontré une faible résistance des Japonais, le 511e régiment fait sa jonction avec les deux autres régiments de la division qui est désormais réunie. La crête est alors nettoyée de ses derniers défenseurs et la division commence à progresser vers Manille, atteignant le fleuve Paranaque à 21 heures. La capitale de l'archipel est alors protégée par la ligne Genko, un important dispositif défensif des Japonais qui s'étend le long de la crête sud de Manille. Elle comprend près de 1 200 défenseurs, abrités dans des bunkers de trois étages dont un grand nombre abritent des canons de marine ou des mortiers de gros calibre. Cette ligne est complétée par d'autres dispositifs défensifs, comprenant des armes antiaériennes lourdes, des emplacements de mitrailleuses et des pièges composés de bombes navales. Le tout compte un total de 6 000 soldats japonais.
La 11e division reçoit l'ordre de percer la ligne Genko et de se diriger vers Manille, où elle doit faire sa jonction avec les autres forces américaines attaquant la ville depuis le nord. Les trois régiments sont engagés dans la bataille, le 511e constituant le fer de lance de l'offensive qui débute le 5 février. En dépit de la féroce résistance japonaise, les parachutistes parviennent à la submerger et à pénétrer les premiers éléments de la défense japonaise. Toutefois, il est rapidement relevé par le 188e régiment. Ce dernier progresse vers l'ouest où il fait face à une forte opposition tandis que le 511e change son axe de progression et tente de rentrer dans la ville depuis le nord. Le 11 février, la division a atteint Nichols Field, un terrain d'aviation qui constitue le cœur de la ligne Genko. Il est alors lourdement fortifié avec de nombreux canons de marine retranchés et plusieurs bunkers. Après un court bombardement d'artillerie le 12 février, le 2e bataillon du 187e régiment attaque l'aérodrome depuis le nord-ouest tandis que le 1er bataillon soutenu par l'ensemble du 188e régiment attaque depuis le sud et le sud est. Ce mouvement en tenaille est un succès et débouche sur la prise du terrain d'aviation. En dépit d'une contre-attaque, la position est sécurisée à la nuit tombée. Le lendemain, la division poursuit sa poussée vers le Fort William McKinley, le quartier-général du contre-amiral Iwabuchi, commandant des forces japonaises de Luçon. Au cours de cette progression, le soldat de première classe Manuel Perez Jr. neutralise plusieurs bunkers japonais, ce qui facilite l'avancée de son unité et capture et tue dix-huit soldats ennemis avant d'être mortellement blessé. Il reçoit la Medal of Honor à titre posthume.
Le 15 février, le 1er bataillon du 187e régiment, aux côtés d'autres unités américaines, lance une offensive contre Mabato Point. Il s'agit d'une position très fortifiée, comprenant les mêmes dispositifs défensifs que la ligne Genko, et il faut six jours de combats difficiles, de frappes aériennes et d'usage du napalm et de l'artillerie pour que les Américains s'en emparent. Dans le même temps, la 11e division subit de lourdes pertes dans son approche du Fort McKinley, en raison notamment d'une puissante décharge de grenades sous-marines enterrées, déclenchée par les Japonais. Pour autant, le 511e régiment conduit l'assaut sur le Fort et parvient à s'en emparer le 18 février. Des combats sporadiques continuent d'éclater à Manille jusqu'au 3 mars, date de la fin de toute résistance japonaise.

### Raid sur Los Banos
Sur l'île de Luçon, les Japonais détiennent un grand nombre de civils prisonniers, notamment dans des camps d'internement dispersés au travers de l'île. Le plus grand d'entre eux est situé sur le campus du Collège agricole des Philippines à Los Baños, à soixante-quatre kilomètres au sud-est de Manille. Le général Douglas MacArthur donne pour mission à la 11e division de porter secours aux prisonniers de Los Baños le 3 février. Toutefois, à cette date, la division continue de combattre autour de la ligne Genko et elle ne peut dépêcher de forces pour une autre mission. Au cours du mois de février, les Américains doivent se contenter de rassembler des informations, notamment grâce aux résistants présents au sud de Luçon et autour de Los Baños. Le Major General Swing et son état-major sont informés chaque jour par l'officier en liaison avec les résistants, le major Vanderpool. Ce dernier parvient à s'assurer que le camp est entouré de deux barrières en barbelés d'une hauteur de deux mètres. Des miradors et des bunkers protègent le périmètre, chacun comprenant au moins deux gardes. Les prisonniers sont laissés chaque matin sous la garde des soldats pour rassembler des vivres et du bois depuis une ville voisine. En outre, Vanderpool apprend que la population du camp comprend trois groupes de civils américains : les missionnaires protestants et leurs familles, les religieuses et les prêtres de l'Église catholique romaine et les travailleurs comme des médecins et des ingénieurs et leurs familles. Ce dernier groupe comprend plusieurs centaines de femmes et d'enfants. Si l'ensemble des prisonniers semblent être en bonne santé, beaucoup sont affaiblis par le rationnement.
Le 20 février, le major general Swing est en mesure de libérer suffisamment de troupes pour un raid sur le camp de Los Baños. Un plan en quatre étapes est conçu par le major Vanderpool et les officiers de l'état-major divisionnaire. La section de reconnaissance de la division doit progresser à travers un lac situé à proximité et se diriger vers les environs du camp pour sécuriser un champ, qui doit servir de zone d'atterrissage pour une compagnie de parachutistes. Une fois largué, les parachutistes doivent éliminer la résistance japonaise dans la zone, sécuriser le camp et le préparer pour l'évacuation. Cinquante quatre Amtraks amphibies doivent transporter deux compagnies parachutistes supplémentaires sur le rivage du lac, où une tête de pont doit être établie pendant que les Amtraks continuent jusqu'au camp pour en évacuer les occupants. Dans le même temps, une task force comprenant un bataillon renforcé d'infanterie, deux bataillons d'artillerie lourde un bataillon de chasseurs de chars doit avancer le long de l'autoroute 1 vers Los Baños, pour empêcher toute intervention des Japonais.
Grâce à un groupe de résistants, la section de reconnaissance parvient à progresser jusqu'au lac durant la nuit du 21 février et à réquisitionner dix embarcations. Malgré des difficultés de navigation, la section parvient sur le rivage près de Los Baños à deux heures du matin. Après avoir sécurisé la zone de largage, elle se cache dans la jungle près du camp. Au cours de l'après-midi, la compagnie B du 1er bataillon du 511e régiment est transporté sur le terrain d'aviation depuis lequel elle va décoller. Le reste du bataillon doit rejoindre le convoi d'Amtraks. À 7 heures, le matin du 23 février, la compagnie B décolle à l'intérieur de dix avions de transport C-47 Skytrain et arrive au-dessus de la zone de largage peu après. Quand les premiers parachutistes atterrissent, la section de reconnaissance et les résistants ouvrent le feu sur les défenses du camp, utilisant des bazookas pour détruire les casemates en béton, avant de pénétrer à l'intérieur du camp pour combattre la garnison. Les parachutistes ne tardent pas à rejoindre la bataille et, à 7h30, les gardes japonais sont submergés et les prisonniers sont rassemblés avant d'être évacués. Sur le rivage du lac, les deux autres compagnies du 511e régiment ont sécurisé la tête de pont et le convoi d'Amtraks peut atteindre le camp sans difficultés. Le premier convoi d'évacuation quitte le camp vers 10 heures tandis que la compagnie B, la section de reconnaissance et les résistants restent en arrière pour servir d'arrière-garde. À 11h30, tous les civils ont été évacués et, à 13 heures, le convoi d'Amtraks revient évacuer l'arrière-garde, les derniers parachutistes quittant la plage vers 15 heures. Dans le même temps, sur l'Autoroute 1, la task force qui a été déployée pour couvrir l'opération rencontre une forte résistance des Japonais et souffre de pertes sensibles. Toutefois, elle parvient à bloquer les Japonais progressant vers le camp, avant de se retirer vers les lignes américaines. L'opération est un grand succès et parvient à libérer 2 147 civils.

### Sud de Luçon et Aparri
Dès que les prisonniers du camp de Los Banos ont été libérés, la VIe Armée américaine assigne une nouvelle mission à la 11e division, qui est de détruire toutes les formations japonaises au sud de l'île de Luçon, soit au sud de Manille. Le gros de la division se dirige vers le sud dès le lendemain, le 187e régiment aéroporté et le 511e régiment parachutiste étant en pointe. Le 188e régiment aéroporté est détaché du reste de la division par le général Swing et est envoyé éliminer les unités japonaises encore présentes dans les collines de Pico de Loro, le long du rivage sud de la baie de Manille. Ces troupes nippones appartiennent au groupe Shimbu, fort de 80 000, qui est lui-même l'une des trois composantes de la 14e armée japonaise dirigée par le général Tomoyuki Yamashita. La 11e division est engagée jusqu'à la fin avril dans la lutte contre le groupe Shimbu, avec le soutien des résistants philippins et d'éléments de la 1re division de cavalerie. Les combats sont particulièrement difficiles car menés en terrain montagneux, d'autant que de nombreuses unités japonaises décident de se battre jusqu'à la mort plutôt que de se rendre. Toutefois, toute résistance organisée dans le sud de Luçon disparaît le 1er mai, avec la prise du mont Malepunyo, près de la ville de Lipa. La 11e division établit une base autour de l'ancienne piste d'atterrissage japonaise située dans les environs de Lipa. Cette piste est allongée par le 127e bataillon du génie aéroporté pour l'adapter aux avions de transport C-47. Une fois les travaux terminés, les membres de la division participent à des exercices de remise en condition.

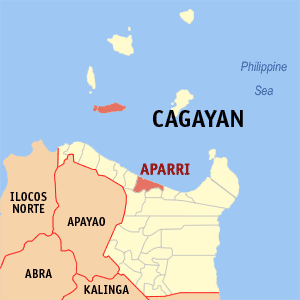
Carte de la région de Cagayan avec la province d'Aparri.

Par la suite, la 11e division intervient dans la province d'Aparri, au nord de Luçon. À ce moment, les seules forces japonaises restantes sur l'île sont situées à l'extrême nord et appartient au groupe Shobu, fort de 52 000 hommes,. Il s'agit du dernier des trois groupes du général Yamashita et c'est aussi le plus tenace. Le général Walter Krueger, commandant la VIe Armée, doit engager quatre divisions d'infanterie, une task force blindée et un nombre important de résistants. Tandis que ces forces fixent les Japonais, la 37e division d'infanterie commence à progresser vers le nord, défaisant une force plus faible et encerclant le gros des unités japonaises. Pour garantir le succès de la 37e division, Krueger demande l'intervention d'une force aéroportée à proximité d'Aparri qui, une fois déposée près d'Aparri, progresserait vers le sud pour faire la jonction avec la 37e division.
La 11e division aéroportée reçoit pour instruction de larguer un groupe de combat de la taille d'un bataillon sur le terrain d'aviation de Camalaniugan, à seize kilomètres au sud d'Aparri. Il doit ensuite progresser vers le sud en éliminant l'opposition ennemie, jusqu'à faire sa jonction avec les éléments avancés de la 37e division. Pour cela, le lieutenant-général Joseph M. Swing constitue une unité particulière, la task force Gypsy, comprenant le 1er bataillon du 511e régiment parachutiste et les compagnies G et I du 2e bataillon du même régiment, une batterie d'artillerie du 457e bataillon d'artillerie de campagne parachutiste, une section du génie et des détachements médicaux et de communication. Ce groupe de combat doit être transporté par cinquante quatre C-47 Skytrain et treize Curtiss C-46, ainsi que par six planeurs Waco CG-4 transportant les jeeps et le ravitaillement. Le 21 juin, un détachement d'éclaireurs parachutistes (pathfinders) est largué pour sécuriser le terrain d'aviation de Camalaniugan et, deux jours plus tard, les avions de transport sont escortés par des chasseurs jusqu'à cette zone. À neuf heures, le détachement d'éclaireurs allume des fumées colorées pour identifier la zone de largage mais des vents violents ainsi que le terrain escarpé autour de l'aérodrome perturbent les parachutistes, causant deux morts et dix-sept blessés au cours du parachutage. En dépit de ces pertes, l'unité parvient à se rassembler rapidement et commence sa progression vers le sud. La résistance japonaise est forte, ce qui contraint les parachutistes à utiliser des lance-flammes pour éliminer les bunkers et autres fortifications s'élevant sur leur route. Après trois jours de combat et l'élimination d'une grande partie du groupe Shobu, la task force rencontre les premiers éléments de la 37e division. Si le groupe Shobu continue de résister jusqu'en septembre, son encerclement entraîne le désengagement de la 11e division, qui vient de connaître ses derniers combats.

## L'après-Seconde Guerre mondiale

### L'occupation du Japon

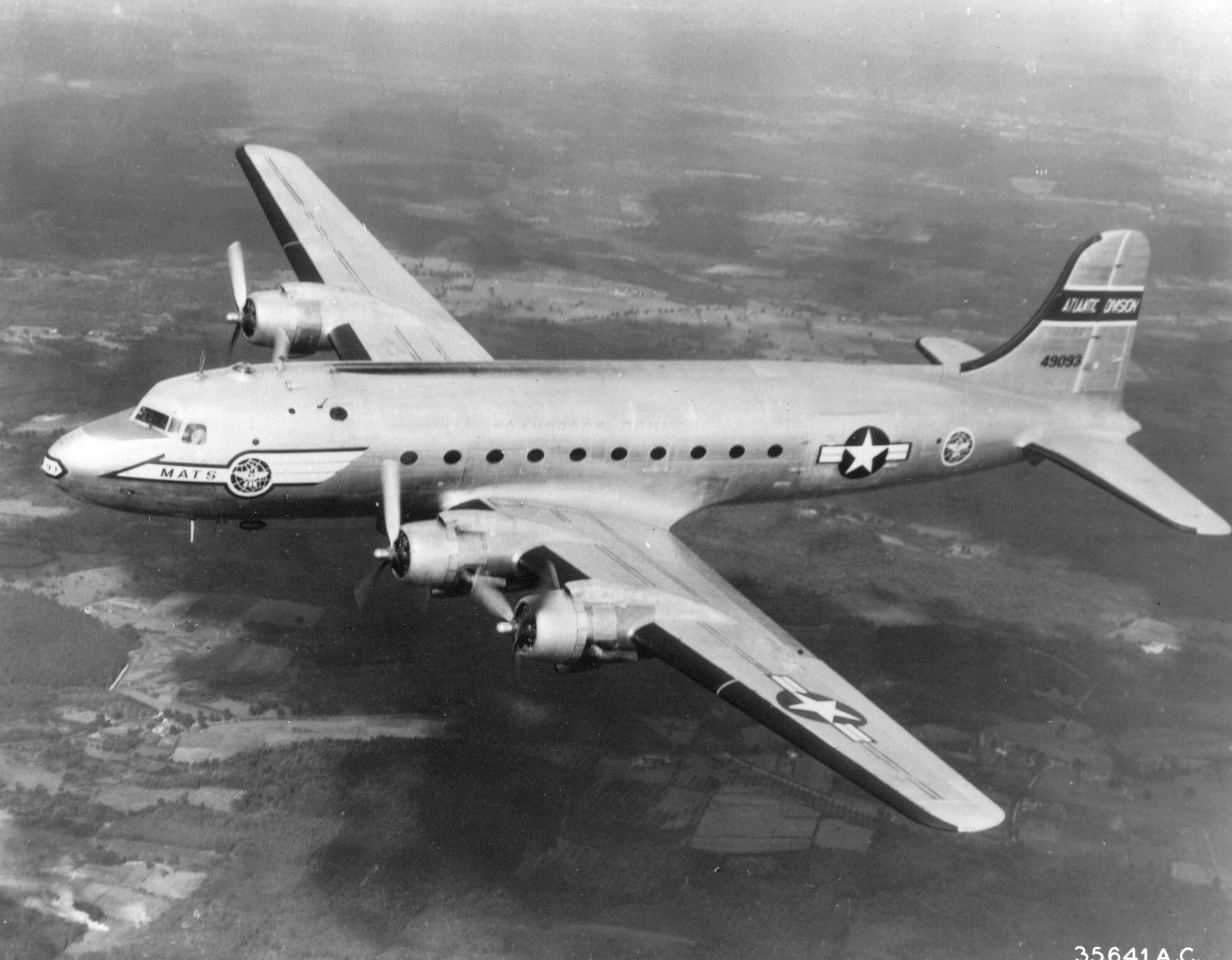
Un C-54 Skymaster, le type d'avion qui a transporté la 11e division au Japon.

Initialement, le général MacArthur envisage de faire participer la 11e division aéroportée à l'opération Downfall d'invasion du Japon. De ce fait, elle reste en réserve de la VIe armée pour être utilisée le moment venu. Toutefois, la fin des hostilités sur le front du Pacifique intervient plus rapidement à la suite des bombardements atomiques d'Hiroshima et Nagasaki et la division est choisie pour faire partie des premières forces américaines à occuper le Japon. L'état-major divisionnaire reçoit les ordres correspondants le 11 août 1945 et l'unité est transportée à Okinawa le 12 août. Cette opération implique l'engagement de 99 bombardiers B-24 Liberator, 350 avions de transport C-46 Commando et 150 C-47 Dakota pour déplacer 11 100 hommes, 120 véhicules et 530 tonnes d'équipement. La division reste à Okinawa pendant plusieurs semaines et, le 28 août, elle reçoit l'ordre d'atterrir sur l'aéroport d'Atsugi, dans la banlieue de Yokohama, sur l'île japonaise principale d'Honshu. Elle a pour instruction de sécuriser la zone environnante et d'évacuer tous les civils et militaires japonaises dans un rayon de cinq kilomètres, avant d'occuper Yokohama. Un grand nombre d'avion de transport C-54 Skymaster sont mobilisés, le premier transportant le général Swing et son état-major, l'atterrissage ayant lieu à six heures le 30 août. Il faut une semaine pour que la division entière soit réunie et, le 13 septembre, elle est rejointe par la 27e division d'infanterie, qui est transportée en avion au Japon au même moment. Par la suite, la 11e division est envoyée vers le nord du Japon et établit des camps sur la côte de l'île d'Honshu et sur l'île d'Hokkaido.

### Formation d'entraînement et désactivation
La 11e division occupe le Japon jusqu'en mai 1949, quand elle est relevée et rappelée aux États-Unis. Elle est transférée au fort Campbell dans le Kentucky et elle devient une formation d'entraînement, plusieurs de ses unités étant inactivées, dont le 188e régiment aéroporté. L'entraînement se poursuit jusqu'à l'éclatement de la guerre de Corée en 1950. Le 187e régiment aéroporté, désormais renommé 187e régiment d'infanterie aéroporté, et le 674e bataillon d'artillerie de campagne aéroportée, sont détachés de la division et deviennent un groupe de combat régimentaire (Regimental Combat Team ou RCT). Cette unité ad hoc combat durant deux ans en Corée, conduisant deux opérations aéroportées ainsi que des actions d'infanterie conventionnelle. Le reste de la division poursuit sa fonction d'entraînement à destination de 13 000 réservistes entre septembre et décembre 1950. Le 187e RCT reste en Corée jusqu'au 1er octobre 1953, quand elle est envoyée au Japon durant deux ans, jusqu'à être remplacée par le 508e RCT. Le 187e RCT revient aux États-Unis le 17 juillet 1955 mais en tant qu'unité indépendante de la 11e division.
La 11e division aéroportée est envoyée en Allemagne au début de l'année 1956 dans le cadre de l'opération Gyroscope, pour remplacer la 5e division d'infanterie positionnée à Augsbourg et Munich. Alors que la division est sur la route de l'Europe, le 187e RCT repart au fort Campbell, laissé vide par le départ de la 11e division. En juillet de la même année, le 187e RCT, aux côtés du 508e ARC, est intégré dans la 101e division aéroportée nouvellement reformée.
Alors que l'armée américaine commence à revoir son organisation (concept Pentomic), les bataillons du 187e régiment sont réorganisés en groupes de combat aéroportés. Au début de l'année 1957, le 1er groupe de combat aéroporté est transféré à Augsbourg pour rejoindre la 11e division qu'il réintègre. Le 2e groupe de combat aéroporté du 187e régiment reste dans la 101e aéroportée jusqu'en 1964, tandis que le 3e bataillon est désactivé. Néanmoins, la 11e division elle-même est dissoute à Augsbourg le 1er juillet 1958 et le 1er groupe de combat aéroporté est intégré à la 24e division d'infanterie.

### Réactivation et désactivation dans les années 1960

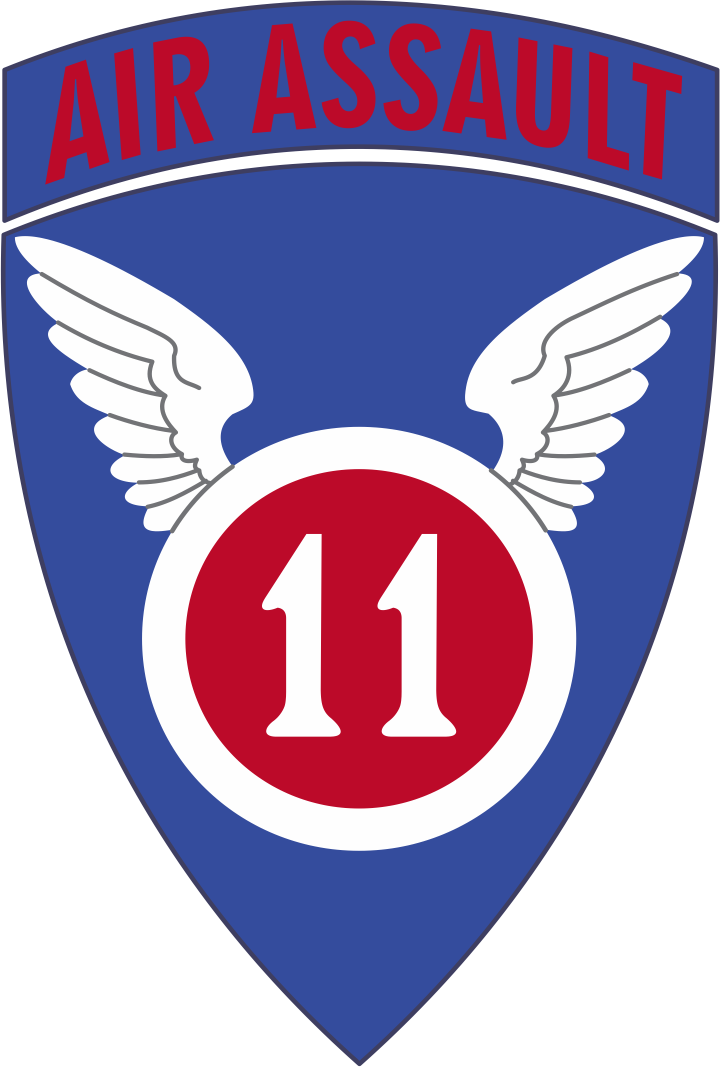
Insigne de la 11e division d'assaut aérien.

Au début des années 1960, l'armée américaine explore de nouveaux moyens de conduire de futures opérations de combats. L'une des nombreuses idées émergeant de cette réflexion est le concept d'assaut héliporté. Pour tester la faisabilité de ce concept, la 11e division aéroportée est recréée le 1er février 1963 et renommée 11e division d'assaut aérien. Cette création est effectuée en suivant la recommandation de l' US Army Tactical Mobility Requirements Board ou Howze Board, du nom du Lieutenant General Hamilton H. Howze.
Au cours de sa période d'existence, la 11e division d'assaut aérien ne constitue pas une division standard. Le but est de créer trois brigades d'assaut aérien mais, dans les faits, ce sont une brigade d'assaut aérien, une brigade aéromobile et des éléments terrestres et d'artillerie aérienne (via les hélicoptères de type Aerial Rocket Artillery) qui sont créés. En outre, un groupe d'aviation est affecté à la division (le 11e groupe aérien, comprenant les 227e, 228e et 229e bataillons d'aviation).
Durant les deux années suivantes, la 11e division d'assaut aérien développe des tactiques avancées d'assaut aérien mais aussi l'équipement nécessaire pour agir efficacement dans cette situation. Les 187e et 188e régiments testent les hélicoptères lors de différents exercices, notamment de manœuvres de repérage, de patrouille ou de ravitaillement aérien, pour évaluer leur capacité à mener des actions de guerre aérienne. Toutefois, la division est désactivée définitivement le 29 juin 1965, son personnel et son équipement étant fusionnés avec la 2e division d'infanterie pour former une nouvelle 1re division de cavalerie.

### Réactivation en 2022
Lors d'une audience du Comité des forces armées du Sénat des États-Unis le 5 mai 2022, la secrétaire à l'armée Christine Wormuth a annoncé qu'à l'été 2022, le quartier général du United States Army Alaska (en) serait renommé 11e division aéroportée et les deux brigades de combat en Alaska, la 1re brigade et la 4e brigade de la 25e division d'infanterie seraient renommées en 1re et 2e brigade de la 11e division aéroportée. Les cérémonies officielles ont lieu le 6 juin 2022

## Commandants de la division
Au total, ce sont quatre généraux qui se sont succédé à la tête de l'unité avant sa réactivation en 2022 :
- Major General Joseph M. Swing : 25 février 1943 - février 1946 ;
- Brigadier General Frank Dorn : février 1946 - juin 1946 ;
- Major General Joseph M. Swing : juin 1946 - janvier 1948 ;
- Major General William Miley : 24 janvier 1948 - 30 juin 1958.